# Mount Dawson, Antarktis
Mount Dawson är ett berg i Antarktis. Det ligger i Västantarktis. Chile gör anspråk på området. Toppen på Mount Dawson är 2 695 meter över havet.
Terrängen runt Mount Dawson är huvudsakligen kuperad, men åt sydväst är den platt. Trakten är obefolkad. Det finns inga samhällen i närheten. 